# 木綿問屋
木綿問屋（もめんどいや/もめんどんや）とは、木綿織物の卸売を取り扱う問屋である。

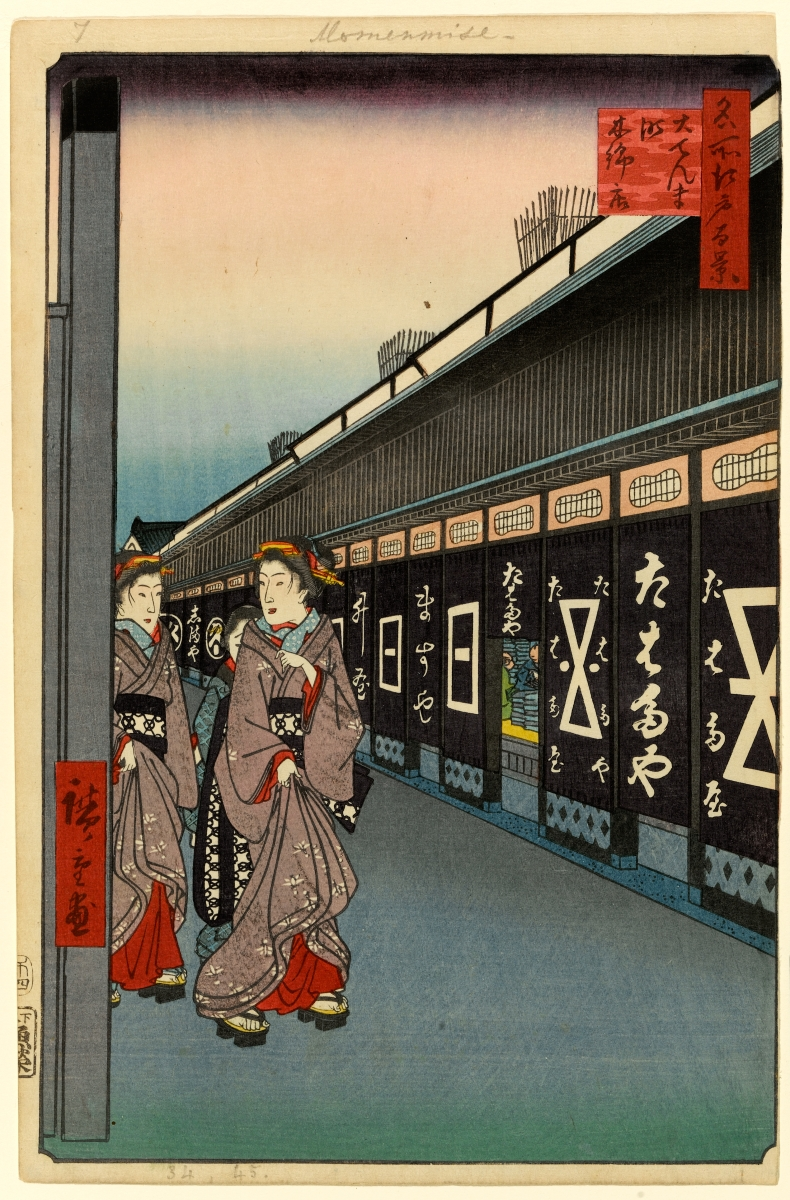
大てんま町木綿店 田端屋、升屋、嶋屋

## 概要
木綿が日本で本格的に栽培されるようになったのは、戦国時代初期（15世紀末期）であるとされ、本格的な流通市場の形成はそれ以後のことになる。江戸時代に入ると、元禄を過ぎたころから畿内で生産が広まり、その後、伊勢などに広まり、木綿の生産量の増大とともに庶民の衣料の原料としても用いられるようになり、各地の生産地あるいは消費地に木綿問屋が成立した。江戸時代前期には木綿の生産地または集積地にて生産地の荷主と消費地の注文主との間を仲介して商品の管理を行って口銭や蔵敷料を受け取る荷受問屋が、後期には自己資本にて生産地から木綿糸や織物を仕入れて染色などの加工を行って仲買人や小売商に販売する仕入問屋が発展した。
大坂には西国各地で生産された木綿を受け入れるために生産国単位の引請問屋と江戸など東国各地に出荷するための江戸積木綿問屋が存在した。江戸には東国向けに木綿を生産していた伊勢国に本店・本家を持ち同地からの木綿を引き受けていた大伝馬町周辺に拠点を構える大伝馬町組と元来十組問屋（通町組・内店組）に所属して呉服とともに木綿を扱っていた白子組が存在した。更に生産地には農閑期の農村を回って木綿を買い集める小仲買、主に郡単位で存在して小仲買から買い取る仲買、国単位で存在して仲買から買い取って江戸・大坂などに出荷する買次問屋が成立した。文化10年（1813年）以後、江戸の木綿問屋も十組問屋の再編に伴って結成された菱垣廻船積問屋仲間と呼ばれる株仲間に加入して冥加金を納めることとされたが、大伝馬町組・白子組合わせて44軒で毎年1000両の冥加金を納付した。これは酒を扱っていた下り酒問屋の1500両に次ぐ数字であった。
だが、19世紀に入ると生産地の小仲買・仲買と消費地の小売・中小問屋が直接結びついて半製品・製品を直接取引する行為（打越）が行われるようになり、都市の問屋が奉行所に抜荷行為として取締を要請するようになる。更に関東地方で急速に生産量を増やしてきた木綿織物も扱う織物問屋も木綿取引を巡る競争に加わったことや天保の改革に伴う株仲間の一時的な廃止から問屋を巡る経営は混乱をきたし、旧来の木綿問屋の中には破産する者も現れた。明治に入ると、古くからの木綿問屋も、新興の織物問屋とともに1つの織物問屋集団として把握されるようになった。